# Szent Sebestyén-szobor (Hatvan)
Szent Sebestyén szobra Hatvanban a város főterén (Kossuth tér), a templom déli oldalán áll. A szobor műemlék; műemlékvédelmi törzsszáma 2121, helyrajzi száma: 73.
A barokk stílusú szobrot a pestistől megszabadulás emlékére állíttatta a város. A lakosságot megtizedelő járvány 1739. január 20-án ért véget; ezen a napon a templomban minden évben hálaadó misét mondanak a járvány elmúlásáért. A szent kiválasztását az indokolta, hogy Sebestyén napja a város fogadalmi ünnepe. A művet Mayerhoffer András terve alapján Jäger Antal készítette el.
A szent fonatos kőbalusztráddal körülvett, volutás talapzaton álló, kompozit fejezet es oszlopon áll. A talapzat párkányán kétoldalt Szent Rókus és püspökszent alakját faragták ki. A talapzatot elöl dombormű, hátul felirat díszíti (az eredeti feliratot 1846-ban újra cserélték).